# Friedrich Gerhard
Friedrich Gerhard   (Yasnaya Polyana, 24 de juliol de 1884 - 16 de maig de 1950) va ser un genet alemany que va competir a començaments del segle xx.
El 1936 va prendre part en els Jocs Olímpics de Berlín, on va disputar dues proves del programa d'hípica amb el cavall Absinth. Va guanyar la medalla d'or en la prova de doma per equips i la de plata en la de doma individual.